# Partícula supersimétrica más ligera
En física de partículas, la partícula supersimétrica más ligera (inglés LSP, lightest supersymmetric particle) es el nombre genérico dado a la más ligera de las partículas hipotéticas adicionales encontradas en modelos supersimétricos. En modelos con conservación de R-paridad, la LSP es estable; en otras palabras, no puede decaer en ninguna partícula del modelo estándar, ya que todas las partículas del SM tienen la opuesta. R-paridad. Existen numerosas pruebas observacionales de la existencia de un componente adicional de la densidad de materia en el universo, que recibe el nombre de materia oscura. El LSP de los modelos supersimétricos es un candidato a materia oscura y es una partícula masiva de interacción débil (WIMP).

## Restricciones cosmológicas sobre el LSP
Es improbable que el LSP sea un wino o el higgsino ambos cargados eléctricamente. Tampoco es probable que lo sea el sleptón, el sneutrino, el gluino, el squark, o el gravitino sino que lo más probable es que sea una mezcla de higgsinos neutros, el bino y el winos neutro, es decir, un neutralino. En concreto, si el LSP estuviera cargado (y es abundante en nuestra galaxia) tales partículas habrían sido capturadas por el campo magnético de la Tierra y formarían átomos pesados similares al hidrógeno. Búsquedas de hidrógeno anómalo en el agua natural, sin embargo, no se han encontrado pruebas de la existencia de tales partículas, por lo que se han impuesto severas restricciones a la existencia de una LSP cargada.

## LSP como candidato a materia oscura
Las partículas de materia oscura deben ser eléctricamente neutras; de lo contrario, dispersarían la luz y no serían "oscuras". También es casi seguro que no tengancolor.
Con estas limitaciones, el LSP podría ser el neutralino más ligero, el gravitino o el sneutrino más ligero.
- El Modelo Estándar Supersimétrico Mínimo (MSSM) descarta el sneutrino como materia oscura debido a los límites actuales de la sección transversal de interacción de las partículas de materia oscura con la materia ordinaria, medidos mediante experimentos de detección directa: el sneutrino interactúa mediante el intercambio del bosón Z y ya se habría detectado si formara parte de la materia oscura. Extended models with right-handed or sterile sneutrinos reopen the possibility of sneutrino dark matter by lowering the interaction cross section.[6]
- La materia oscura neutralina es la posibilidad preferida. En la mayoría de los modelos, el neutralino más ligero es básicamente el bino (supercompañero del bosón de gauge del campo B de hipercarga débil), con alguna mezcla de wino neutro  (supercompañero del  campo de bosón de gauge de isospín débil W0) y/o higgsino neutro.
- Gravitino materia oscura es una posibilidad en modelos supersimétricos en los que la escala de ruptura de la supersimetría es baja, alrededor de 100 TeV. En tales modelos el gravitino es muy ligero, del orden de un eV. Como materia oscura, el gravitino se denomina a veces super-WIMP porque su fuerza de interacción es mucho más débil que la de otros candidatos a materia oscura supersimétrica. Por la misma razón, su producción térmica directa en el universo primitivo es demasiado ineficiente para explicar la abundancia de materia oscura observada. Más bien, los gravitinos tendrían que producirse a través de la desintegración de la partícula supersimétrica más próxima a la luz (NLSP).

En extradimensionales, existen partículas análogas llamadas LKP o Lightest Kaluza-Klein Particle. Son las partículas estables de las teorías extradimensionales.